# Дунав мост
 Тази статия е за моста над река Дунав.  За едноименния филм вижте Дунав мост (филм).  
Дунав мост, открит като Мост на дружбата, наричан още Мост Русе – Гюргево, е стоманен фермов мост над река Дунав между градовете Русе (България) и Гюргево (Румъния) на речен километър 488,7.
Дължината му е 2,2 км, минава на височина от 30 метра над водата. Изграден е на 2 нива – за влакове и автомобили. Средната част (с дължина 85 м) може да се повдига и да пропуска големи кораби. Мостът е един от двата моста над река Дунав по границата между България и Румъния, която има дължина от около 500 км.
Архитектурата на моста е на архитект Георги Овчаров, а художественото оформление (порталите на българския и румънския бряг, както и орловите глави по неговата дължина) са дело на украинския скулптор Михайло Парашчук.
Открит е официално за експлоатация на 20 юни 1954 г. Строен е 2,5 г. от България и Румъния в сътрудничество с тогавашния СССР.
Дунав мост се обслужва от автобусни линии с номера 4, 11, 12 и 28, както и от автобусите по линията Русе – Мартен – Сандрово.

## История
Проучванията по възможността за изграждането на мост на р. Дунав и осъществяването на сухопътна връзка между Западна и Централна Европа до Балканския полуостров с излаз на Бяло море започват още с края на Кримската война (1853 – 1856 г.). Построяването на мост над плавателната река е осмисляно в контекста на изграждането на жп линия. Под натиска на Австро-Унгария Османската империя възприема строителството на линията Виена – Белград – София – Цариград, с отклонение от Ниш до Солун.
През 1881 год. - 3 години след Освобождението на България ,  се установяват първите контакти между Българското княжество и Румъния, на които се обсъжда и възможността за строителство на мост над р. Дунав.
Идеята на румънската страна от 1884 г. е за строителството на мост между Свищов и Зимнич. Българският министър-председател Петко Каравелов е резервиран, защото свързването при тези пунктове не е съгласувано с плановете за железопътната мрежа в България и ще обремени прекалено много финансите на Княжеството. Вероятно П. Каравелов не е бил убеден в искреността на намеренията на румънското предложение, тъй като още от 1882 г. Букурещ предприема мерки за насочване на трафика от Западна и Централна Европа към своето пристанище Кюстенджа. 
През 1890 г. в бр. 47 на в. Славянин (Русе) е поместено съобщение за проведен търг в Букурещ, иницииран от румънска страна, за построяването на мост над р. Дунав. На търга присъстват „Ал. Маргиломан – министър на общите работи, Дука – гл. директор на железниците и Силаги – инженер“. В търга участват седем фирми, сред които и тази на Айфел. Най-ниска цена за строителството на моста предложило дружество Фив Лил, а впоследствие на него било възложено и изграждането на конструкцията.
В началото на ХХ в. идеята за строителство на мост на р. Дунав между България и Румъния навлиза в нов етап. Периодът съвпада с оформената вече ясна концепция за изграждането на железопътните мрежи на двете страни. Ускореното икономическо развитие на България в началото на ХХ в. определя търсене на нови и сигурни връзки с Австро-Унгария, Германия, Франция и другите напреднали държави. Честите стопански и политически конфликти между Сърбия и Австро-Унгария (т. нар. „свинска война“, 1906 – 1911 г.) се отразяват негативно на българския обмен със Западна и Централна Европа. Австро-Унгария от своя страна също търси начин да заобиколи Сърбия при икономическите си контакти с България и Турция.
Преговорите временно се забавят при обявяването на българската независимост (22 септември 1908 г.) и проблемите, свързани с нейното признаване. На 9 април 1909 г. Румъния признава българската независимост. Основна тема на разговорите между двете страни е строителството на мост на р. Дунав. Румънският министър-председател заявява, че трябва да се събере смесена българо-румънска комисия, която да проучи въпроса. По неговото лично мнение най-подходящо място за моста е отсечката между пунктовете Сомовит и Корабия. Българското правителство приема със задоволство румънското предложение. В София е назначена комисия, която да проучи подробно въпроса за мястото на бъдещия мост.
В периода между Балканската и Междусъюзническата война, и последвалата Първа световна война, преговорите между двете страни временно са преустановени.
В края на 20-те години на XX век започват проучвателни разговори, свързани с изграждането на мост над река Дунав, от страна на България, в които впоследствие се включва Румъния, Гърция, Полша, Югославия и др. Преговорите са изключително динамични, като до началото на Втората световна война заинтересуваните страни не успяват да сключат споразумение. Основната идея, около която най-общо се консолидират позициите, са по изграждането на мост в района на Корабия – Гиген. Аргументите за местоположението са както от географски характер – релеф на терена, почвена характеристика и условия за изграждането на подобна конструкция, така и политически и стопански – изграждането на сухоземна връзка и излаз на Бяло море за страните от Централна и Западна Европа.
След Втората световна война се подновяват преговорите за изграждането на мост над река Дунав, който да свърже румънския с българския бряг. Обектът е наречен „889“. В свое решение от 11 март 1950 г. Политбюро на ЦК на БКП изразява съгласие с предложените условия от страна на Съветското правителство за построяване на моста през река Дунав на определеното място – Русе-Гюргево, както и строителството да бъде възложено на Министерството на пътните съобщения на Съветския съюз.
С Постановление на МС от 25 май 1954 г. е решено мостът да се открие за редовна експлоатация на 21 юни 1954 г. с подходящо тържество. Сред членовете на българската делегация, присъствали на тържественото откриване, е Вълко Червенков – председател на МС и др. Постановено е събитието да бъде филмирано от българската кинематография и да се предава по радиоопредавателни станции.

## Пътни такси
Следните пътни такси се прилагат за преминаване на Дунав мост от румънска страна:
| Автомобили                                                            | Евро    |
| --------------------------------------------------------------------- | ------- |
| До 8 + 1 места; До 3,5 тона                                           | 2 евро  |
| Камиони до 7.5 т; Превозни средства, между 9 и 23 места               | 12 евро |
| Камиони до 12 т                                                       | 18 евро |
| Камиони над 12 т с до три оси; Превозни средства с повече от 23 места | 25 евро |
| Камиони над 12 т с 4 или повече оси                                   | 37 евро |

## Разни
Румънските мостове не са поддържани от 25 г. – поне от 1983 г. до 2008 г. Необходими са около 25 милиона евро от всяка страна, за да бъде ремонтиран мостът.

## Други
През 2024 г. става ясно, че Европейската комисия е отделила 2,5 млрд. евро за построяването на втори мост на Дунав при Русе. Очаква се да бъде готов до края на 2029 г. или началото на 2030 г.